# Август фон Васерман
Август Паул фон Васерман (на немски: August Paul von Wassermann) е германски бактериолог.

## Биография
Роден е на 21 февруари 1866 година в Бамберг, Бавария. Завърша гимназия в родния си град и учи медицина в университетите в Ерланген, Виена и Мюнхен. Дипломира се в Страсбург през 1888 г. На 1 септември 1891 започва да работи под ръководството на Робърт Кох в Института по инфекциозни болести в Берлин. През 1906 г. разработва тест за ранно диагностициране на сифилис.
Умира на 16 март 1925 година в Берлин на 59-годишна възраст.